# Мверу
Језеро Мверу или језеро Иверу (енгл. Lake Mweru, фр. Lac Moero) се налази у сливу реке Конго. Надморска висина му је 911 м, дужина 100, а ширина 40 км. Површина језера износи 5.200 км². Највећа дубина језера је 15 метара. Mweru значи "језеро" у неким банту језицима, па се често назива само као Мверу.
Испуњава издужено тектонско удубљење у правцу од југа ка северу, између висоравни Катанга у Демократској Репоблици Конго и Мујиле. Као и већина језера насталих тектонским покретима и Мверу се одликује стрмом, стеновитом обалом, понегде тешко проступачном, која је слабо разуђена. На језеру постоје острва Килва и Исокве.
Језеро воду добија од притока и падавина, а губи отоком и испаравањем. Има више притока, а највећа је река Луапула. Из језера истиче река Лувуа, притоке Луалабе, изворног крака реке Конго. Просечно годишње колебање нивоа воде је 1,5 м, апсплутна амплитуда достиже 4,7 м.
У језеру живи више од 70 врсти риба. Годишњи улов је око 15.000 тона, али се сматра да ће се због премећаја еколошких односа улов повећати на преко 30.000 тона. Рибом се снабдевају насеља у рударско-индустријском комплексу Замбије.
Саобраћај на језеру је локалног карактера. Главна пристаништа су Килва и Пвето, ту су још места Касикиси и Нчеленге.

## Откриће језера
Језеро је открио шкотски мисионар и истраживач Африке Дејвид Ливингстон 8. новембра 1867.. Експедиција се кретала из правца Њасе и Тангањике ка сливу Конга, са намером да испитају да ли је река Луалаба изворишни део реке Конго, а затим да се њом спусте до његовог ушћа.

## Физичка географија
Мверу се углавном напаја реком Луапула, која долази кроз мочваре са југа, и реком Калунгвиши са истока. На свом северном крају језеро се одводи реком Лувуа, која тече у правцу северозапада да би се спојила са реком Луалаба и одатле иде у Конго. То је друго по величини језеро у сливу Конга и налази се 150 km (93 mi) западно од јужног краја највећег језера Тангањика.
Луапула формира мочварну делту широку скоро као јужни крај језера. У низу аспеката, доња река и језеро се могу третирати као једна целина. За језеро у региону са израженим влажним и сувим сезонама, Мверу се не мења много у нивоу и површини. Годишња флуктуација нивоа је 1,7 m (5 ft 7 in), са сезонским максимумима у мају и најнижим нивоима у јануару. Ово је делом зато што Луапула отиче из мочвара Бангвеулу и поплавне равнице које имају тенденцију да регулишу проток воде, апсорбујући годишње поплаве и полако их испуштајући, а делом зато што Мверуов испуст, Лувуа, брзо опада и тече брзо, без вегетације која би могла да блокира ток. Пораст Мверуа брзо се надокнађује бржим током низа Лувуа.
Просечна дужина Мверуа је 118 km (73 mi), а просечна ширина 45 km (28 mi), са својом дугом осом оријентисаном североисток-југозапад. Његова надморска висина је 917 m (3.009 ft), доста виша од Тангањике (763 m (2.503 ft)). То је језеро у раседној долини које лежи у језерском грабену Мверу-Луапула, који је огранак Источноафричког рифта. Западна обала језера у ДР Конгу показује оштру стрмину типичну за језеро у долини рифта, која се уздиже до планине Кунделунгу у залеђини, али стрмина долине рифта је мање изражена на источној обали.
Језеро Мверу је плитко на југу и дубље на северу, са две депресије у североисточном делу са максималним дубинама од 20—27 m (66—89 ft).
Мање, веома мочварно језеро под називом Мверу Вантипа (познато и као мочваре Мверу) налази се око 50 km (31 mi) источно и северно од Калунгвишија. Углавном је ендореичко и заправо узима воду из Калунгвишија кроз дамбо већином времена, али у временима великих поплава може да се излије у Калунгвиши и језеро Мверу.

## Општа географија

### Истраживање
Ово језеро је било познато арапским и свахилским трговцима (слоновачом, бакром и робовима) који су својевремено користили острво Килва на језеру као базу. Они су користили трговачке путеве од Занзибара на Индијском океану до Уџиџија на језеру Тангањика до Мверуа, а затим до краљевстава Лунда, Луба, Јеке или Казембе, а последње је било на јужним обалама Мверуа. Западни трговачки путеви су ишли од тих краљевстава до Атлантика, тако да је Мверу лежало на трансконтиненталном трговачком путу.
Између 1796. и 1831. португалски трговци/истраживачи Переира, Франсиско де Ласерда и други посетили су Казембе из Мозамбика да би добили споразуме о коришћењу трговачког пута између њихових територија Мозамбика и Анголе. Португалци су сигурно знали за језеро, а посетиоци су морали само да прошетају до узвишења око 5 km (3,1 mi) северно од престонице Казембеа Каnjембо да би видели језеро удаљено 10 km (6,2 mi). Међутим, они су били више заинтересовани за трговачке путеве него за откриће, они су се приближили са југа и њихово кретање је ограничило краљевство Мвата Казембе, мада они нису оставили извештај о томе. Истраживач и мисионар Дејвид Ливингстон, који га је назвао 'Моеро', заслужан је за његово откриће током његових путовања 1867-'8.
Ливингстон је био сведок разарања и патње изазване трговином робљем у области северно и источно од Мверуа, а његови извештаји су помогли да се окупи опозиција. Међутим, последња трговина робљем у овој области била је тек 1890-их. У међувремену, између 1870. и 1891. године, сукоби и ратови између мсириског краља Јеке Мсирија и суседних поглавара и трговаца узнемиравали су ово подручје. Мало Европљана је посетило Мверу након Ливингстона, све док Алфред Шарп 1890–1891. и Стејрсова експедиција 1892. нису прошли у настојању да траже споразуме са Мсиријем. Стејрсова експедиција је убила Мсирија и узела Катангу за белгијског краља Леополда II. Шарп је оставио једног од својих официра да постави прву колонијалну испоставу у долини Луапула-Мверу, британску бому у Ченгију 1891.

### Историјски развој
Западна обала Луапула-Мверу постала је део Белгијског Конга, а источна обала Северне Родезије, Британског протектората. Језеро Мверу до Тангањике је област која је била изложена европском утицају веома рано, када су језера била главни улаз у Северну Родезију. Иако је острво Килва ближе западној обали, оно је припало Северној Родезији, те према томе Замбија има 58% језерских вода, а ДР Конго 42%.

### Риболов
Мверу је одувек био познат по својој дугоперајског тилапији (Oreochromis macrochir), названој пале ('палеј') у Чибемби, која се традиционално сушила на мрежама или простиркама на сунцу и паковала у корпе за тржиште. (Димљење и сољење рибе су новији процеси у овој области). Лове се и сом (од којих једна врста нарасте до 2 m (6 ft 7 in)), врста шарана, тиграста риба, слоновска риба и риба налик сардинама.
Комерцијални риболов на језеру Мверу и реци Луапула започели су грчки рибари са острва Додеканез који су се населили у Касенги, ДР Конго, на западној обали Луапуле, 150 km (93 mi) узводно од језера у првој половини 19. века. Они су користили бродове изграђене у грчком стилу са парним машинама на дрвени угаљ, касније замењен дизелом. Они су снабдевали радну снагу рудника бакра у Лубумбашију (касније цео Копербелт) рибом која је била упакована у лед у Касенги и одатле транспортована камионима. Процењено је да је 1950. године било 50 грчких бродова који су ловили 4.000 short tons (3.600 t) свеже рибе годишње. Требало би недељу дана да брод обави повратни пут до језера и напуни своје складиште, обложено ледом који се носио на броду.
Последњих деценија улов је опао због прекомерног риболова и процењује се на 13,000 long tons (13,209 t) тона уловљених са 4.500 малих пловила, углавном дашчаних бродова. Конгоански рибари хватају највише иако имају нешто мањи удео у водама. Тилапије се хватају стајаћим мрежама и стога не достижу величину као некада. Од 1980-их, 'чисенсе' риболов се повећао. Овај метод се користи за хватање мале пелагијске рибе зване капента, првобитно са плажа, али се сада користе светла на бродовима ноћу да би привукла рибу која се затим скупља у фине мреже.

### Рударство
Рудник бакра Дикулуши је отворени коп 50 km (31 mi) северно од Килве у ДР Конгу земљаним путем и 23 km (14 mi) западно од језера. Предузеће Анвил Мајнинг је продало рудник аустралијској компанији Мосон Вест у марту 2010. године. Када рудник ради, тешки камиони који превозе концентрат прелазе Мверу на великом моторизованом понтонском трајекту од Килве до Нчеленга, на удаљености од 44 km (27 mi), а затим возе 2.500 km (1.600 mi) до топионице бакра у Цумебу у Намибији.